# Ehlenbogen
Ehlenbogen ist ein Stadtteil von Alpirsbach im Landkreis Freudenstadt in Baden-Württemberg (Deutschland).

## Geographie

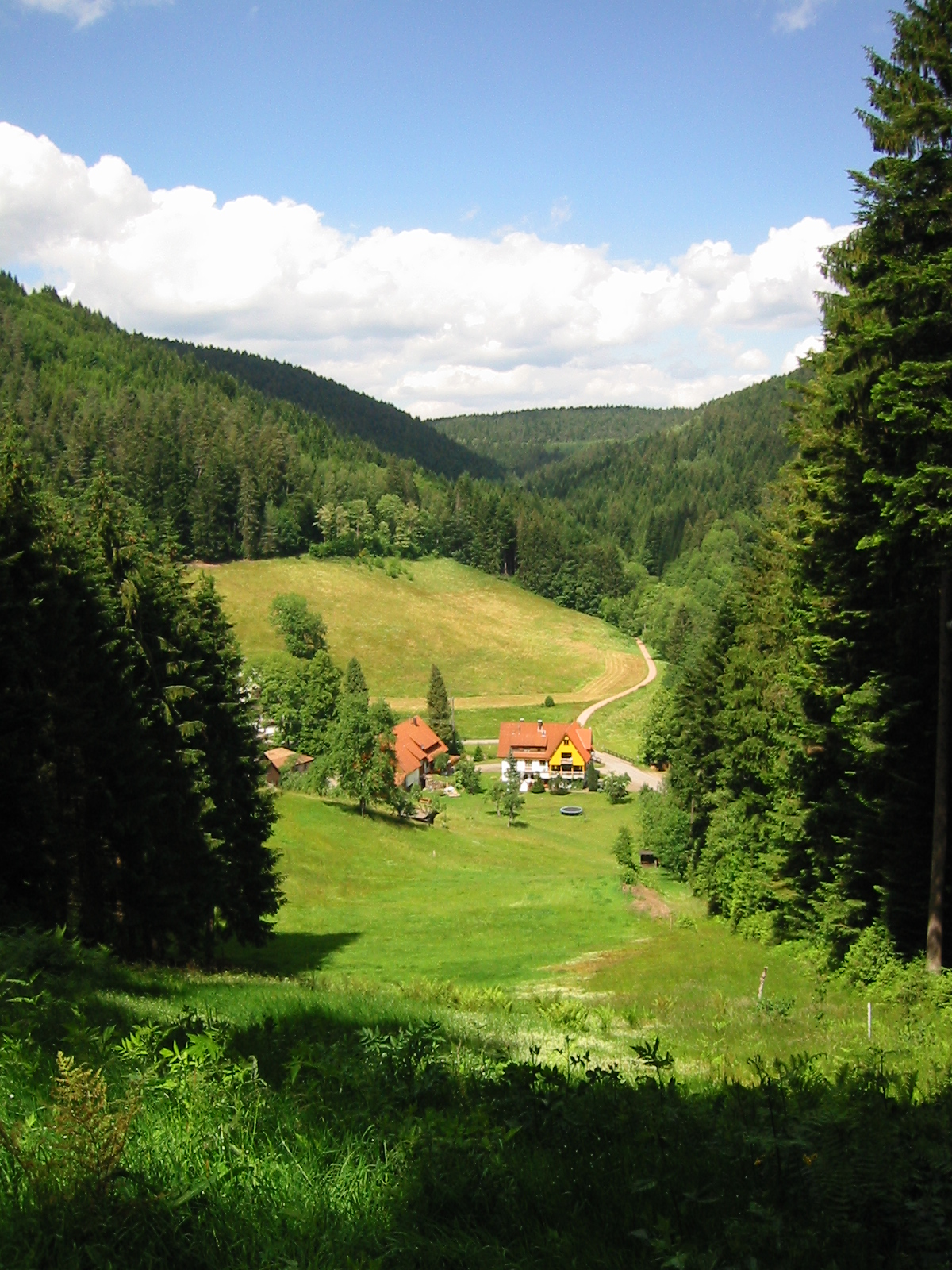
Blick vom Katzensteig auf die Obere Mühle

Ehlenbogen liegt im Tal der oberen Kinzig, zwischen Alpirsbach und Loßburg im mittleren Schwarzwald. Der Ort erstreckt sich als Streusiedlung über rund 6 Kilometer und ist mit heute rund 400 Einwohnern seit 1974 ein Stadtteil von Alpirsbach.
Die Gemarkung von Ehlenbogen erstreckt sich von rund 450 bis 700 Meter über Normalnull, die Gesamtfläche beträgt ca. 900 ha, wovon ungefähr zwei Drittel Wald sind. Die Kinzig hat hier im Buntsandsteingebiet der Ostseite des Schwarzwalds ein 200 Meter tief eingeschnittenes Tal geschaffen. Die unteren Hänge sind mit Wiesen bedeckt, die mittleren und oberen Hänge von einem zusammenhängenden Nadelwaldgebiet.
Bedingt durch die Aufgabe vieler landwirtschaftlicher Betriebe in den letzten Jahrzehnten, wurden einige der bis dato noch als Wiesen bewirtschaftete Flächen aufgeforstet oder der natürlichen Wiederbewaldung überlassen. Die Offenhaltung der Landschaft ist somit zu einem ernsten Problem für das seit 1962 unter Landschaftsschutz stehende Tal geworden.
In den Seitentälern der West- und Nordwesthänge, im Bereich des Lohmühlen-, Buch- und Hänslesbauernbaches, befinden sich mehrere Kare, in der Eiszeit entstandene, gerundete Talnischen.

## Geschichte
Ehlenbogen wurde erstmals 1099 als "ellenbogun" in einer Fundationsnotiz des Klosters Alpirsbach erwähnt, im Jahre 1276 tauchte es als "Elnbogen" später als "Ehlenbogen" auf. Nach der Gründung des Königreichs Württemberg wechselte Ehlenbogen vom Klosteramt Alpirsbach im Jahre 1810 in den Besitz des Oberamt Oberndorf. 1824 wurde Ehlenbogen eine eigene Gemeinde, wobei bis 1952 die beiden Ortsteile Ober- und Unterehlenbogen unterschieden wurden. 1938 wurde Ehlenbogen dem Landkreis Freudenstadt zugeordnet. Am 1. April 1974 wurde Ehlenbogen nach Alpirsbach eingemeindet.

## Die Herkunft des Ortsnamens
Die Namensbildung für den Ort und das Tal geht wahrscheinlich auf eine markante Krümmung der Kinzig am südlichen Ende des Tals, im Ortseingang zu Alpirsbach zurück: "Etwas südlich des Dorfes, bereits auf Alpirsbacher Markung, von der Mündung des Aischbaches an, drängt der Reutiner Berg den nord-südlichen Lauf der oberen Kinzig zu einem kurzen Bogen nach Westen ab. Bis heute waren sich die Experten darin einig, dass Ort und Tal dieser charakteristischen Stelle ihren Namen verdanken". Das Ortswappen ist dementsprechend ein sogenanntes redendes Wappen und zeigt einen gebeugten blaubekleideten rechten Arm mit geballter natürlicher Faust auf goldenem Grund.

## Wirtschaft und Infrastruktur
Im Ehlenboger Tal hat sich keine Industrie angesiedelt. Über Jahrhunderte waren Landwirtschaft (vorwiegend Viehhaltung) und Waldwirtschaft Haupterwerbsquellen. Nach dem Zweiten Weltkrieg lockerte sich die Struktur und Ehlenbogen wurde Erholungsort. Der Besucher findet heute mehrere Gaststätten und Pensionen sowie einen Campingplatz im Tal. Das weite Netz von Wanderwegen durch und um den Ort wird vom Schwarzwaldverein gepflegt.

### Straßenverkehr
Durch das Ehlenboger Tal verläuft die Bundesstraße 294, eine vielbenutzte Verbindung zwischen dem Nord- und Südschwarzwald. Das Teilstück zwischen Alpirsbach und Loßburg wurde nach zweijähriger Bauzeit 1859 fertiggestellt.

### Öffentlicher Nahverkehr
Parallel zur Straße verläuft die 1886 eröffnete Kinzigtalbahn Offenburg–Hausach–Freudenstadt, auf der heute die Ortenau-S-Bahn der SWEG im Stundentakt verkehrt, ohne jedoch in Ehlenbogen zu halten. Den Busverkehr durch das Tal gewährleistet die Verkehrs-Gemeinschaft Landkreis Freudenstadt.

## Persönlichkeiten

### Söhne und Töchter des Ortes
- Peter Weidenbach (* 25. Dezember 1934), der Forstmann war Referatsleiter im Ministerium Ländlicher Raum Baden-Württemberg und Leiter der Forstdirektion Karlsruhe.
- Sebastian Faißt (* 7. März 1988 in Alpirsbach; † 3. März 2009 in Schaffhausen, Schweiz), Handball-Nationalspieler